# Black P. Stones
Black P. Stone aussi appelé Black P. Stone Nation (souvent abrégé en BPS ou BPSN) est un gang de rue d'origine Afro-américaine originaire du quartier de Woodlawn à Chicago, dans l'Illinois. Les Black P. Stone ont été fondés à Chicago par Jeff Fort (en)  à la fin des années 1950. Le gang se spécialise dans le trafic de drogue, l'extorsion, les meurtres, les vols de voitures et les trafics en tous genres. Le nombre de ses membres est estimé à plus de 42 000. 
Les Black P. Stones sont le principal gang de l'alliance People Nation, opposée à la Folk Nation.

## Territoire
Le BPSN est originaire du quartier Woodlawn, au South Side de Chicago. Le BPSN s’était alors avancé dans les communautés de Gary, Merrillville, Crown Point, Portage et Elkhart, situées dans le Nord-Ouest de l’Indiana. Le BPSN a depuis émergé dans d’autres régions, en particulier Beaumont, Sud Texas aux États-Unis et à Meadow Heights au Nord-Ouest de Melbourne, Victoria, en Australie. 
Il y a un ensemble dans les West-Side Black P Stones dans la région de Los Angeles appelé les Jungles et le Bity, une autre région appelée Crenshaw & Adams. Ils ont été fondés par OG T Rodgers de Chicago après son déménagement à Los Angeles. À l'âge de 13 ans, il a construit son ensemble, avec 500 membres ou plus. Ils sont également affiliés aux Bloods en raison des Bloods et des Piru Bloods protégeant BPSN de Los Angeles des Crips lors de leurs débuts à Los Angeles.

## Histoire
Le gang s'est formé comme une organisation des droits civils dans la fin des années 1950 à Chicago. Des années plus tard, une quasi-fraction islamique de la bande a émergé. Le BPS a réussi à se faire une place à travers un large éventail d'activités criminelles et fait également partie de la grande alliance des gangs de Chicago, connu sous le nom de "People Nation".
Les Black P. Stones sont originaires, et basés, dans le quartier de Woodlawn à Chicago. Leurs principaux concurrents sont les Gangster Disciples G.D.N et les Black Disciples B.D.N. Ils sont tous des gangs rivaux de la Folk Nation ainsi que des groupes prônant la suprématie blanche, comme le Ku Klux Klan, la Fraternité aryenne, et les skinheads qui prônent le pouvoir blanc.
Leurs alliés sont les Latin Kings et les autres gangs ethniques. Il y a 7 branches du gang à Chicago: les Gangster Stones, Jet Black Stones, Rubinite Stones, Familia Stones, Puerto Rican Stones, Corner Stones et les Black P. Stones. Toutes ces branches sont pour la plupart fractionnées en plusieurs groupes et chacun de ces groupes compte entre 10 et 50 membres.
Tandis que Fort continue d’exercer une influence considérable sur le BPS depuis sa prison, les divers groupes dissidents des Black Stones souffrent de luttes intestines sans un leader clair. Deux grands groupes se sont séparés du BPSN: Les Mickey Cobras étaient des partisans de Mickey Cogwell, un des cofondateurs du BPSN tué par Jeff Fort. Les Titanic Stones étaient des partisans d'Eugene Hairston qui s'était brouillé avec Fort.